# Mathilde Gremaudová
Mathilde Gremaudová (nepřechýleně Gremaud; * 8. února 2000, Fribourg) je švýcarská akrobatická lyžařka. Je držitelkou tří olympijských medailí.
Na hrách v Pekingu roku 2022 vyhrála závod v slopestylu a získala bronz v big airu. Na předchozích hrách v Pchjongčchangu roku 2018 brala ve slopestylu stříbro. Jejím nejlepším výsledkem na mistrovství světa je druhé místo z roku 2021, ze slopestylu. Má tři zlaté medaile z X Games, všechny z big airu. Ve světovém poháru vyhrála šest závodů, dvanáctkrát stála na stupních vítězů (k únoru 2022).